# Dorpsplein (codenaam)
Dorpsplein was de codenaam van een speciale Nederlandse inlichtingenorganisatie ten dienste van de commandant van het Eerste Legerkorps. Het betrof een Short Term Stay-behind organisatie die in geval van (dreigende) oorlog inlichtingen over de vijandelijke troepen moest verzamelen ten oosten van de IJssellinie, ongeveer tussen Zwolle en Arnhem. De aanduiding Short Term werd gegeven omdat men erop rekende dat Dorpsplein slechts gedurende een korte periode zou kunnen functioneren en niet gedurende langere tijd een echte Stay-behind eenheid zou kunnen vormen. 
De opdracht om een dergelijke organisatie voor te bereiden werd in 1953 gegeven aan de sectie Algemene Zaken (SAZ) van de generale staf van de Nederlandse krijgsmacht. De SAZ was belast met de inlichtingentaak van de Nederlandse stay-behindorganisatie genaamd Operatiën & Inlichtingen (O&I) welke, overigens ten onrechte, vaak met de term Operatie Gladio wordt aangeduid. Als gevolg van de forward strategy die de NAVO in 1958 omarmde, kwam het operatiegebied van het Eerste Legerkorps in Duitsland te liggen en werd ‘Dorpsplein’ opgeheven.